# SK Jadran Ljubljana
SK Jadran bio je slovenski nogometni klub iz Trnova, četvrti Ljubljane, djelovao od 1920. do 1941. godine.

## O klubu
Jadran je u početku imao svoje prostore na Cesti na Loku u blizini poznate gostionice Breskvar. Bilo je to krajnje neobično travnato područje koje je graničilo s jarkom ispunjenim vodom. U tom razdoblju klub je vodio Josip Miklavec, uz zamjenika Filipa Frohlicha i tajnika Mirka Kragla. Jadran se kasnije preselio na Koleziju gdje je na prostoru današnjeg bazena bio sve do početka Drugog svjetskog rata. Jadran je prvi put sudjelovao u prvorazrednom prvenstvenu Ljubljanskog nogometnog podsaveza u sezoni 1923./24. Te sezone ostvario je treće mjesto, odmah iza Ilirije i Hermesa. Nakon sezone 1924./25. slijedi najveći uspjeh u povijesti kluba – treće mjesto jedinstvenog prvog podsaveznog razreda. Ostvario je 12 bodov te je bio ispred Hermesa, Primorja, I. SSK Maribor i Celja. U sezonama 1925./26. i 1926./27. klub je ostvario treće mjesto u ljubljanskoj skupini, a potom je u sezoni 1927./28. bio peti, a u sezoni 1928./29. četvrti. U sezoni 1929./30. klub je ispao iz prvorazrednog sustava natjecanja nakon remija 2:2 sa SK Svobodom u zadnjem kolu. U kolovozu 1930. SK Jadran se fuzionirao s osiromašenim gradskim rivalom SK Krakovom, što je dodatno učvrstilo poziciju Jadrana unutar Ljubljanskog nogometnog podsaveza.
Klupske boje 1932. bile su bijela i crna, a klupska adresa Švabićeva 12.
Tijekom sezona u drugom razredu razvilo se izrazito rivalstvo između Jadrana i viške SK Reke, zbog čega Jutro piše kako nogometno rivalstvo Trnovo – Vič “podsjeća na povijesne borbe Ilirije i Primorja”. Rivali SK Jadran i SK Reka, slično kao SK Ilirija i ASK Primorje, spojili su se 1940. godine. Jadran od sezone 1937./38. ponovno igrao u prvom razredu.
Klub je godinama uspješno vodio predsjednik Albin Zajec, koji se može smatrati jednom od najistaknutijih osoba u slovenskom nogometu međuraća. Najzaslužniji je za preseljenje SK Jadrana na teren Kolezije, a između kolovoza 1929. i travnja 1930. bio je i predsjednik Ljubljanskog nogometnog podsaveza. Bio je jedan od najistaknutijih predstavnika struje Primorja u slovenskom nogometu.

## Unutarnje poveznice
- Ljubljana

## Vanjske poveznice
- Zgodovina nogometa v Kraljevini SHS/Jugoslaviji in v času okupacije